# Stadlhof (Neukirchen-Balbini)
Stadlhof ist ein Ortsteil des Marktes Neukirchen-Balbini im Landkreis Schwandorf des Regierungsbezirks Oberpfalz im Freistaat Bayern.

## Geografie
Stadlhof liegt am Bodenmühlbach 1 Kilometer nördlich von Neukirchen-Balbini und 700 Meter südwestlich der Staatsstraße 2040.

## Geschichte
Laut Amtsverzeichnis von 1622 hatte Stadlhof (auch: Stadlhoff, Städlhof) einen Hof. Im Steuerbuch von 1631 wurden für Stadlhof 1 Hof, 12 Rinder, 2 Schweine, 1 Bienenstock verzeichnet. 1661 gab es in Stadlhof 1 Hof, 11 Rinder. 1667 wurde Stadlhof als satzenhoferisches Lehen geführt.
Neunburg wurde zu Beginn des 16. Jahrhunderts in ein Inneres und ein Äußeres Gericht unterteilt. Das Innere Gericht umfasste den Ostteil des Gebietes und das Äußere Gericht den Westteil. Die Grenze zwischen Innerem und Äußerem Gericht verlief von Norden nach Süden: Die Ortschaften Oberauerbach, Fuhrn und Taxöldern gehörten zum Äußeren Amt, während Grasdorf, Luigendorf und Pingarten zum Inneren Amt gehörten. Stadlhof gehörte zum Inneren Amt. Es hatte 1762 einen Eigentümer, zwei Inwohner, darunter ein Hüter, und eine Herdstätte. In den Verzeichnissen von 1783 und 1785 wird Stadlhof als Einöde genannt, die Geld- und Naturalzins zahlt. 1808 hatte Stadlhof 1 Anwesen, der Eigentümer hieß Vötter.
1808 wurde die Verordnung über das allgemeine Steuerprovisorium erlassen. Mit ihr wurde das Steuerwesen in Bayern neu geordnet und es wurden Steuerdistrikte gebildet. Dabei kam Stadlhof zum Steuerdistrikt Kleinwinklarn. Der Steuerdistrikt Kleinwinklarn bestand aus den Ortschaften Kleinwinklarn mit 15 Anwesen, Boden mit 10 Anwesen, Jagenried mit 8 Anwesen, Kitzenried mit 7 Anwesen, Poggersdorf mit 5 Anwesen, Wolfsgrub mit 3 Anwesen, Etzmannsried mit 2 Anwesen, Stadlhof mit 1 Anwesen.
1820 wurden im Landgericht Neunburg vorm Wald Ruralgemeinden gebildet. Dabei kam Stadlhof zur Ruralgemeinde Boden. Zur Ruralgemeinde Boden gehörten die Dörfer Boden mit 10 Familien, Goppoltsried mit 6 Familien, die Weiler Etzmannsried mit 2 Familien, Hippoltsried mit 3 Familien, Oed mit 2 Familien und die Einöden Rodlseign mit 1 Familie, Stadlhof mit 1 Familie und Wirnetsried mit 1 Familie.
Im Zuge der Gebietsreform in Bayern wurde 1972 die Gemeinde Boden aufgelöst und nach Neukirchen-Balbini eingemeindet.
Stadlhof gehört zur Pfarrei Neukirchen-Balbini. 1997 hatte Stadlhof 5 Katholiken.

## Einwohnerentwicklung ab 1809
| Jahr | Einwohner | Gebäude |
| ---- | --------- | ------- |
| 1809 | 9         | k. A.   |
| 1820 | 1 Familie | k. A.   |
| 1838 | 10        | 1       |
| 1861 | 9         | 4       |
| 1871 | 7         | 6       |
| 1885 | 6         | 1       |
| 1900 | 13        | 1       |

| Jahr | Einwohner | Gebäude |
| ---- | --------- | ------- |
| 1913 | 11        | 1       |
| 1925 | 6         | 1       |
| 1950 | 11        | 2       |
| 1961 | 9         | 2       |
| 1970 | 8         | k. A.   |
| 1987 | 6         | 1       |
| 2011 | 8         | k. A.   |